# Bubulan (plaats)
Bubulan is een bestuurslaag in het regentschap Bojonegoro van de provincie Oost-Java, Indonesië. Bubulan telt 3982 inwoners (volkstelling 2010).